# ایر لیتوانیکا
ایر لیتوانیکا (انگلیسی: Air Lituanica) شرکت هواپیمایی لیتوانیایی است، که در سال ۲۰۱۳ تأسیس شد.